# Jacques Boncompain
Pour les articles homonymes, voir Boncompain.
Jacques Boncompain, né le 18 avril 1941 à Valence (Drôme), est un juriste et écrivain français.

## Biographie
En 1996, à son départ, la SACD le charge de poursuivre l’écriture de son histoire, commencée en 1976 avec Auteurs et Comédiens au XVIIIe siècle, tâche à laquelle il se consacre au travers de la publication de divers ouvrages, dont La Révolution des auteurs, où il étudie la conditions des auteurs en France et à l’étranger, de l’Antiquité à nos jours. Parallèlement, il administre le répertoire d’auteurs et de successions.
Président depuis 2023 de l'Association pour défendre la mémoire du maréchal Pétain, il le présente comme ayant sauvé la France et des personnes juives, notamment à travers son ouvrage Pétain: bourreau ou bouclier des juifs (paru l'année suivante). Cette théorie bien connue, dite du glaive ou de l'épée et du bouclier, s'oppose de façon révisionniste au consensus historique.

## Publications
- Le Droit d’Auteur au Canada, Cercle du Livre de France, 1970, préface de Marcel Pagnol[5].
- Auteurs et Comédiens au XVIIIe siècle., préface d'Alain Decaux, 1976  (ISBN 978-2262000233)[6],[7] Prix Thiers de l’Académie française
- Elissa 1743, roman, Préface de Félicien Marceau de l'Académie, Pygmalion-Watelet, 1990  (ISBN 978-2857043249)
- Tant qu’il y aura des Auteurs, Confédération Internationale des Sociétés d’Auteurs, 1996
- La Révolution des auteurs : Naissance de la propriété intellectuelle, 1773-1815, Ed. Fayard, 2002  (ISBN 978-2213611136)[8] Grand Prix Jacques-de-Fouchier de l'Académie-Française (2002)[9], Prix Drouyn de Lhuys de l'Académie des Sciences Morales et Politiques (2002)[10]
- L'Ombra dei lumi, drame en cinq acte, 2002, Prix Fondazione di Piacenza e Vigevano
- De Dumas fils à Marcel Pagnol, préface de Jean-Claude Carrière, Paris, Éditions Honoré Champion, 2013  (ISBN 978-2745327536)
- De Scribe à Hugo, préface de Laurent Petitgirard et Jean-Claude Bologne, Paris, Éditions Honoré Champion, 2013  (ISBN 978-2745327437)[11],[12],[13]
- La Folie Beaumarchais ou Beaumarchais à la Bastille, comédie dramatique en deux parties, Paris, Librairie théâtrale, 2013  (ISBN 9782734905554)
- Dictionnaire de l’épuration des gens de lettres, préface d’Henri-Christian Giraud, Paris/Genève, Librairie Champion, 2016  (ISBN 978-2-7453-3170-0)[14],[15]
- Madame Louise de France ou L’Ombre des Lumières, postface du R.P. Jean-François Thomas s.j., Paris, Librairie Théâtrale, 2017  (ISBN 978-2-7349-0616-2)
- Je brûlerai ma gloire, Paris, Muller, 2019  (ISBN 979-1-0909-4729-0)  — à propos du rôle de Philippe Pétain à la tête de l'État français.
- La Tragédie du Maréchal, Muller, 2022  (ISBN 979-1090947351)
- Pétain: bourreau ou bouclier des juifs, Godefroy de Bouillon, 2024, préface de Valentin Saint-Arnoult  (ISBN 978-2-84191-435-7)